# Fabian Obmann
Fabian Obmann (11 aprile 1996) è uno snowboarder austriaco, specializzato in slalom gigante parallelo e slalom parallelo.

## Biografia
Specializzato in slalom gigante parallelo e Slalom parallelo e attivo in gare FIS dal gennaio 2012, Obmann ha debuttato in Coppa del Mondo il 9 gennaio 2015, giungendo 39º a Bad Gastein e ha ottenuto il suo primo podio il 21 gennaio 2023, classificandosi 2º a Bansko, nella gara vinta dallo svizzero Dario Caviezel. Il 18 marzo 2023 ha vinto per la prima volta nel massimo circuito, imponendosi nello slalom parallelo a Berchtesgaden.

## Palmarès

### Coppa del Mondo
- Vincitore della Coppa del Mondo di parallelo nel 2023
- Vincitore della Coppa del Mondo di slalom parallelo nel 2023
- 6 podi:
  - 1 vittoria
  - 1 secondo posto
  - 4 terzi posti

#### Coppa del Mondo - vittorie
| Data          | Luogo         | Paese    | Disciplina |
| ------------- | ------------- | -------- | ---------- |
| 18 marzo 2023 | Berchtesgaden | Germania | PSL        |

Legenda:

PSL = Slalom parallelo